# NAMC YS-11
NAMC YS-11 — японский турбовинтовой авиалайнер для линий малой и средней протяженности. Разработан и производился консорциумом Nihon Aircraft Manufacturing Corporation. Первый японский турбовинтовой грузовой самолёт со времён поражения Японии во Второй мировой войне. 
Первый полёт прототипа выполнен в 1962 году. Серийное производство осуществлялось в 1962—1974 годах, выпущено 182 самолёта.

## История
В конце 1950-х Министерство международной торговли и промышленности Японии выпустило требования на разработку самолёта для замены Douglas DC-3 на внутренних авиалиниях. В консорциум по проектированию и производству такого самолёта вошли предприятия Mitsubishi Heavy Industries, Kawasaki Heavy Industries, Fuji Heavy Industries, Shin Meiwa, Showa Aircraft Industry Company и Japan Aircraft Industry Company; образованный в 1959 году консорциум был назван Nihon Aeroplane Manufacturing Company (NAMC).
Быстрый рост пассажиропотока на внутренних линиях Японии побудил конструкторов создать самолет большей вместимости, чем схожие европейские образцы данного класса.  
Консорциум NAMC разработал турбовинтовой пассажирский низкоплан вместимостью до 60 пассажиров. Первый прототип совершил полёт 30 августа 1962 года, сертификат типа в Японии получен в августе 1964 года, в США — в 1965 году.
Самолёт широко эксплуатировался на внутренних линиях Японии и поставлялся за рубеж. 
К 2006 году выведен из эксплуатации в Японии.
По состоянию на июль 2011 года в эксплуатации оставалось 5 машин в авиакомпаниях Transair Cargo, Air Link International Airways, Aero JBR, Aerodan и ALCON Servicios Aereos.

## Конструкция
Самолет представлял собой низкоплан, оснащенный двумя турбовинтовыми двигателями и имевший герметизированный фюзеляж круглого сечения, традиционное хвостовое оперение и убирающееся трехопорное шасси. 

## Операторы

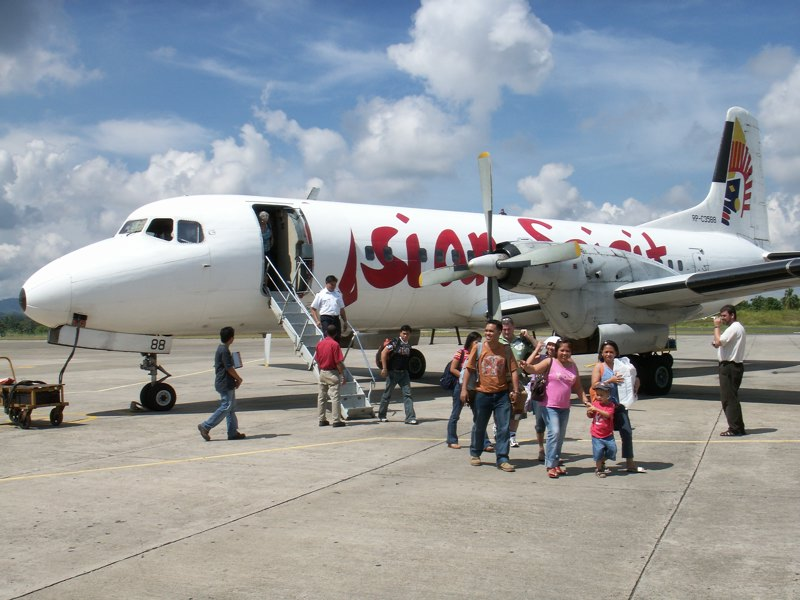
YS-11 авиакомпании Asian Spirit

- Япония
  - ВВС — 10
  - ВМС — 3

## Бывшие операторы
Гражданские:
- Аргентина
- Aerolíneas Argentinas
- Aerotransportes Litoral Argentino

- Аруба
- Air Aruba

- Бразилия
- Serviços Aéreos Cruzeiro do Sul
- VASP

- Габон
- Gabon Express
- Gabon Express Cargo

- Гамбия
- Gambia International Airlines

- Греция
- Olympic Airways

- Египет
- Pyramid Airlines

- Индонезия
- Bouraq
- Merpati Nusantara Airlines

- Канада
- Norcanair

- Китай
- China Airlines

- Мексика
- Aerodan Cargo
- Aerolitoral (дочерняя компания Aeroméxico)
- Gacela Air Cargo
- Global Air Cargo

- Норвегия
- Mey-Air

- Перу
- Líneas Aéreas Nacionales S.A.

- Синт-Мартен
- Winair

- США
- Midwest Air Charter
- American Eagle Airlines
- Continental Express
- Far West Airlines
- Fort Worth Airlines
- Hawaiian Airlines
- Mid Pacific Air
- Provincetown-Boston Airlines
- Pinehurst Airlines
- Reeve Aleutian Airways
- Simmons Airlines
- Transair
- Trans-Central Airlines
- Почтовая служба США

- Таиланд
- Air Phoenix
- Phuket Air

- Танзания
- Air Star Zanzibar
- Тринидад и Тобаго
- Air Caribbean

- Филиппины
- Aboitiz Air
- Aero Majestic Airways
- Air Philippines
- Asian Spirit
- Fil-Asian Airways
- Interisland Airlines
- Philippine Airlines
- South Phoenix Airways

- ЮАР
- Air Link International Airways

- Республика Корея
- Korean Air
- Korean Air Cargo

- Япония
- All Nippon Airways
- Japan Air Lines
- Japan Air System
- Japan Domestic Airlines
- Japan TransOcean Air
- Toa Airways

Военные:
- Греция
- Военно-воздушные силы Греции

- Филиппины
- Военно-воздушные силы Филиппин

## Лётно-технические характеристики
Технические характеристики
- Экипаж: 2 человека
- Пассажировместимость: 64 человека
- Длина: 26,3 м
- Размах крыла: 32,0 м
- Высота: 8,99 м
- Площадь крыла: 94,83 м²
- Масса пустого: 14600 кг
- Максимальная взлётная масса: 23500 кг
- Силовая установка: 2 × турбовинтовой Rolls-Royce Dart Mk.542-10K
- Мощность двигателей: 2 × 3020 л. с.

Лётные характеристики
- Крейсерская скорость: 454 км/ч
- Практическая дальность: 2200 км
- Практический потолок: 6 820 м
- Скороподъёмность: 6,2 м/с

## Авиационные происшествия и катастрофы
По состоянию на 6 июля 2019 года  в общей сложности в результате катастроф и серьёзных аварий были потеряны 28 самолётов. Всего в этих происшествиях погибло 254 человека. Самолёт пытались угнать 7 раз, при этом никто не погиб.
| Дата       | Бортовой номер | Место катастрофы           | Жертвы | Краткое описание                                                                               |
| ---------- | -------------- | -------------------------- | ------ | ---------------------------------------------------------------------------------------------- |
| 13.11.1966 | JA8658         | аэропорт Мацуяма           | 50/50  | Разбился при посадке. Причины неизвестны.                                                      |
| 20.10.1969 | JA8708         | Миядзаки                   | 0/53   | Выкатился за пределы взлётно-посадочной полосы.                                                |
| 11.12.1969 | HL5208         | Пхеньян                    | 0/51   | Захвачен вторым пилотом. Сел в Северной Корее. Самолёт получил повреждения при посадке.        |
| 14.12.1969 | JA8743         | Хиого                      | 0/51   | Столкнулся с Beechcraft C-50 Twin Bonanza. Отремонтирован.                                     |
| 12.08.1970 | B-156          | Тайпей                     | 14/31  | Врезался в гору в сложных метеоусловиях.                                                       |
| 01.04.1971 | PK-MYN         | Джакарта                   | 0/3    | Потерпел аварию во время тренировочного полёта.                                                |
| 03.07.1971 | JA8764         | близ Хакодате              | 68/68  | Врезался в гору из-за ошибки экипажа.                                                          |
| 16.10.1971 | Греция         | Афины                      | 0/64   | Захвачен. Освобождён после штурма.                                                             |
| 07.11.1971 | PP-SML         | Арагарсас                  | 2+0/0  | Сгорел.                                                                                        |
| 12.04.1972 | PP-SMI         | близ Рио-де-Жанейро        | 25/25  | Врезался в гору.                                                                               |
| 18.10.1972 | PP-CTG         | Сан-Паулу                  | 0/н.д. | Грубая посадка. Самолёт списан.                                                                |
| 21.10.1972 | SX-BBQ         | Афины                      | 37/53  | Разбился при посадке в условиях ограниченной видимости.                                        |
| 23.10.1973 | PP-SMJ         | Рио-де-Жанейро             | 8/65   | Прерванный взлёт.                                                                              |
| 05.03.1974 | N208PA         | Боррего-Спрингс            | 0/4    | Аварийная посадка во время тренировочного полёта.                                              |
| 06.11.1974 | N172RV         | Анкоридж                   | 0/0    | Сгорел при пожаре в аэропорту.                                                                 |
| 28.05.1975 | JA8680         | Осака                      | 0/22   | Грубая посадка.                                                                                |
| 23.11.1976 | SX-BBR         | Козани                     | 50/50  | Врезался в гору.                                                                               |
| 29.04.1977 | PP-CTI         | Навегантис                 | 0/2    | Выкатился за пределы взлётно-посадочной полосы.                                                |
| 17.07.1977 | RP-C1419       | близ острова Мактан        | 0/25   | Приводнился после отказа двигателей.                                                           |
| 16.02.1982 | N169RV         | близ аэропорта Кинг-Салмон | 0/39   | Сел на лёд замёрзшей реки после отказа двигателей. Несколько человек пострадали при эвакуации. |
| 11.03.1983 | JA8693         | Накасибецу                 | 0/53   | Грубая посадка.                                                                                |
| 13.01.1987 | N906TC         | Ремингтон                  | 0/3    | Выполнял тренировочный полёт. Совершил вынужденную посадку в поле.                             |
| 10.01.1988 | JA8662         | Йонаго                     | 0/52   | Прерванный взлёт.                                                                              |
| 15.03.1989 | N128MP         | Лафейетт                   | 2/2    | Разбился при заходе на посадку.                                                                |
| 06.03.1992 | N918AX         | Уилмингтон                 | 0/2    | Грубая посадка.                                                                                |
| 16.11.1996 | RP-C1981       | Южный Камаринес            | 0/36   | Самолёт совершил грубую посадку, после чего загорелся.                                         |
| 16.02.2000 | JA8727         | Саппоро                    | 0/44   | Грубая посадка.                                                                                |
| 03.11.2001 | 9U-BHP         | аэропорт Саутенд           | 0/0    | Сгорел при пожаре.                                                                             |
| 11.09.2005 | HS-KVO         | аэропорт Мэсот             | 0/28   | Выкатился за пределы взлётно-посадочной полосы.                                                |
| 16.11.2006 | RP-C3590       | аэропорт Манила            | 0/9    | Выкатился за пределы взлётно-посадочной полосы.                                                |
| 02.01.2008 | RP-C3592       | Масбате                    | 0/47   | Выкатился за пределы взлётно-посадочной полосы.                                                |
| 28.09.2009 | RP-C3592       | Симоносеки                 | 0/11   | Выкатился за пределы взлётно-посадочной полосы.                                                |